# سکالیشته
سکالیشته (به بلغاری: Skalishte) یک منطقهٔ مسکونی در بلغارستان است که در شهرستان کاردژالی واقع شده‌است.